# Дайте да дадем
 Тази статия е за разговорния израз.  За израза в контекста на Уикипедия вижте Уикипедия:Дайте да дадем.  
„Дайте да дадем!“ е шеговит израз от разговорния български език, който изразява желание да се подкрепи някаква благородна цел („[нека] да дадем“), съчетано с невъзможността или нежеланието на говорещия да допринесе за тази подкрепа („[вие] дайте“). Употребата му е предимно като ироничен или сатиричен възглас, подчертващ очевидната неангажираност на даден призив или като критика към призоваващия също да се включи в усилията по постигане на целта. Нерядко се използва и като забележка към опитите да бъдат използвани чужди усилия за постигане на собствени цели (изразени с народната поговорка „С чужда пита помен прави“).